# Friedrich Behrens (Landrat)
Friedrich Behrens (* 15. November 1828 in Stettin; † nach dem 11. März 1872) war ein preußischer Verwaltungsbeamter.
Friedrich Behrens beschritt nach der Beendigung seiner schulischen Ausbildung die Militärlaufbahn. Nach seinem 12-jährigen Militärdienst im Jahr 1859 trat er 1861 als Kreissekretär in die Dienste des neuen Landrats des Kreises Mettmann, Alexander Freiherr von der Goltz. Nach dessen Wechsel in das als Folge des Deutsch-Französischen Krieges an Deutschland gefallene Lothringen im November 1871 beauftragte die Regierung Düsseldorf Friedrich Behrens mit der Verwaltung des Landratsamtes bis zu der zunächst kommissarischen Wiederbesetzung durch Christoph von Tiedemann am 11. März 1872. 